# Медаль «За отличие на службе в органах чрезвычайных ситуаций»
Медаль «За отличие на службе в органах чрезвычайных ситуаций»(азерб. "Fövqəladə hallar orqanlarında xidmətdə fərqlənməyə görə" medalı) — государственная награда Азербайджанской Республики.

## История
Медаль «За отличие на службе в органах чрезвычайных ситуаций» была учреждена указом Президента Азербайджанской Республики Ильхамом Алиевым от 22 октября 2010 года № 1112-IIIQ.

## Положение
Медалью «За отличие в службе в органах чрезвычайных ситуаций» Азербайджанской Республики награждаются сотрудники с особыми званиями органов чрезвычайных ситуаций Азербайджанской Республики за следующие заслуги:
- за особое отличие в службе и эффективную деятельность в органах чрезвычайных ситуаций Азербайджанской Республики;
- за активное участие в защите населения и территорий от чрезвычайных ситуаций и ликвидации последствий чрезвычайных ситуаций;
- за особые заслуги в развитии органов чрезвычайных ситуаций Азербайджанской Республики.

Медаль «За отличие в службе в органах чрезвычайных ситуаций» Азербайджанской Республики имеет три степени:
- Медаль 1-й степени «За отличие в службе в органах чрезвычайных ситуаций» Азербайджанской Республики вручается лицам, которые прослужили в органах чрезвычайных ситуаций Азербайджанской Республики не менее 20 лет;
- Медаль 2-й степени «За отличие в службе в органах чрезвычайных ситуаций» Азербайджанской Республики вручается лицам, которые прослужили в органах чрезвычайных ситуаций Азербайджанской Республики не менее 15 лет;
- Медаль 3-й степени «За отличие в службе в органах чрезвычайных ситуаций» Азербайджанской Республики вручается лицам, которые прослужили в органах чрезвычайных ситуаций Азербайджанской Республики не менее 10 лет.

## Способ ношения
Лица, удостоенные медали, награждаются руководителем соответствующего государственного органа, назначенным исполнительной властью.
Медаль «За отличие в службе в органах чрезвычайных ситуаций» размещается на левой стороне груди и следует за другими орденами и медалями Азербайджанской Республики после  медали «15-летие Министерства по чрезвычайным ситуациям Азербайджанской Республики (2005–2020)».